# ムキシ
『ムキシ』は、レキシの通算6枚目のスタジオ・アルバム。2018年9月26日に伽羅古録盤(Victor Entertainment)よりリリースされた。

## 概要について
前作から2年3ヶ月ぶりとなるアルバム。
2018年8月12日21:00にLINE LIVEにて特番「手書きジャケット 16,666枚! 目指せ!ムキ新記録!」が配信された。6枚目のアルバムにちなみ池田が1万6666枚を目指して初回限定盤ジャケットにタイトルを手書きしていく模様が生配信。
2018年8月24日から10月31日まで、JOYSOUNDとのコラボレーションキャンペーンが行われた。
2020年5月6日に各サブスクリプションサービスで配信開始。

### 仕様について
「完全生産限定盤」「通常盤CD+DVD」「通常盤CDのみ」の3形態で発売。

## チャート成績について
2018年10月8日付のオリコン週間ランキングでは初動2万3千枚を売り上げ、週間2位にランクイン。順位・初動売上ともに自身最高の記録となった。

## 楽曲について
- GOEMON feat. ビッグ門左衛門
レキシネーム「ビッグ門左衛門」こと三浦大知が参加。テーマは石川五右衛門。2018年9月20日ミュージックビデオが公開された。監督はZUMI[6]。MV内ではレキシの初のダンスシーンが披露されている[7]。
- SEGODON
2018年9月21日にミュージックビデオが公開された。監督は遠藤主任。16,666枚を手書きした風景がドキュメンタリー風に作られている[8]。
- SAKOKU feat. オシャレキシ
レキシネーム「オシャレキシ」こと上原ひろみ及び、GENTLE FOREST JAZZ BANDメンバーで構成された「黒船ビッグバンド」が参加。一発録り[9]。テーマは鎖国[10]。アルバムに参加する前の2014年12月には対バンツアーを開催していた[11]。

## 収録曲について

### CD
| 全作詞・作曲: 池田貴史（※特記以外）。 |                                                                                   |                       |                       |                  |      |
| #                                     | タイトル                                                                          | 作詞                  | 作曲・編曲            | 編曲             | 時間 |
| 1.                                    | 「なごん」                                                                        | 池田貴史（※特記以外） | 池田貴史（※特記以外） | 池田貴史         | 4:26 |
| 2.                                    | 「GOEMON feat.ビッグ門左衛門」                                                    | 池田貴史（※特記以外） | 池田貴史（※特記以外） | 池田貴史・武嶋聡 | 3:50 |
| 3.                                    | 「GET A NOTE 〜下駄の音ver.〜」                                                   | 池田貴史（※特記以外） | 池田貴史（※特記以外） | 池田貴史         | 3:46 |
| 4.                                    | 「出島で待ってる」                                                                | 池田貴史（※特記以外） | 池田貴史（※特記以外） | 池田貴史・武嶋聡 | 4:22 |
| 5.                                    | 「TAIROW ～キミが目指してんのは～ feat.カモン葵」                                 | 池田貴史（※特記以外） | 池田貴史（※特記以外） | 池田貴史         | 3:53 |
| 6.                                    | 「KATOKU」                                                                        | 池田貴史（※特記以外） | 池田貴史（※特記以外） | 池田貴史         | 3:32 |
| 7.                                    | 「SEGODON」                                                                       | 池田貴史（※特記以外） | 池田貴史（※特記以外） | 池田貴史         | 4:06 |
| 8.                                    | 「奈良に大きな仏像」                                                              | 池田貴史（※特記以外） | 池田貴史（※特記以外） | 池田貴史・武嶋聡 | 4:17 |
| 9.                                    | 「SAKOKU feat.オシャレキシ」(演奏: 黒船ビッグバンド from GENTLE FOREST JAZZ BAND) | 池田貴史（※特記以外） | 池田貴史（※特記以外） | 上原ひろみ       | 7:32 |
| 10.                                   | 「マイ会津 feat.足軽先生、シャカッチ」(※共作詞: いとうせいこう)                   | 池田貴史（※特記以外） | 池田貴史（※特記以外） | 池田貴史         | 5:58 |
| 合計時間:                             | 合計時間:                                                                         | 合計時間:             | 45:42                 |                  |      |

### DVD
| #  | タイトル                                                                                      | 作詞 | 作曲・編曲 |
| -- | --------------------------------------------------------------------------------------------- | ---- | ---------- |
| 1. | 「バラエティー番組風ドキュメンタリー」(「レキシどうでしょう ～稲じゃなくていいねが欲しい～」) |      |            |